# Сергеј Абрамович-Барановски
Сергеј Абрамович-Барановски (рођ. 1866 г.) био је руски генерал  и истакнути
судски официр и војно-правни
писац и професор.